# Pauline Krautz
Pauline Krautz (niedersorbisch Pawlina Krawcowa; geborene Rehnus oder niedersorbisch Pawlina Renusojc; * 18. Dezember 1890 in Dahlitz; † 16. September 1941 bei Kolkwitz) war eine sorbische Unternehmerin.

## Leben
Pauline Rehnus war das älteste von fünf Kindern einer sorbischen Zimmermannsfamilie. Da die Familie in ärmlichen Verhältnissen lebte, suchte Pauline sich nach dem Besuch der Volksschule Arbeit in einer Cottbuser Tuchfabrik. 1920 heiratete sie den Tuchmacher Reinhold Krautz und konnte jetzt eine Schneiderlehre aufnehmen, die sie mit der Meisterprüfung abschloss.
1926 eröffnete Pauline Krautz in Cottbus ein Geschäft für wendische Trachten, Kunst- und Fahnenstickerei. Als sich die Trachten immer schlechter verkauften, begann sie mit der Produktion von Trachtenpuppen. Die Nachfrage war groß und sie präsentierte ihre Puppen auf Ausstellungen in Berlin, Dresden, Saarbrücken und in Prag. 1936 schickte sie eine große Anzahl Trachtenpuppen zu den Olympischen Spielen nach Berlin.
Als die Nazis mit der Umbenennung sorbischer Orts- und Straßennamen begannen, protestierte Pauline Krautz öffentlich dagegen, wurde verhaftet und wegen „heimtückischer Angriffe auf Staat und Partei“ verurteilt. Sie verbrachte mehrere Monate Haft im Frauenzuchthaus in Cottbus, musste danach ihr Geschäft aufgeben und kehrte todkrank in ihr Elternhaus nach Kolkwitz zurück. Dort starb sie im Alter von 50 Jahren. Ihre Bitte um eine Predigt in sorbischer Sprache bei ihrer Beerdigung wurde nicht erfüllt.

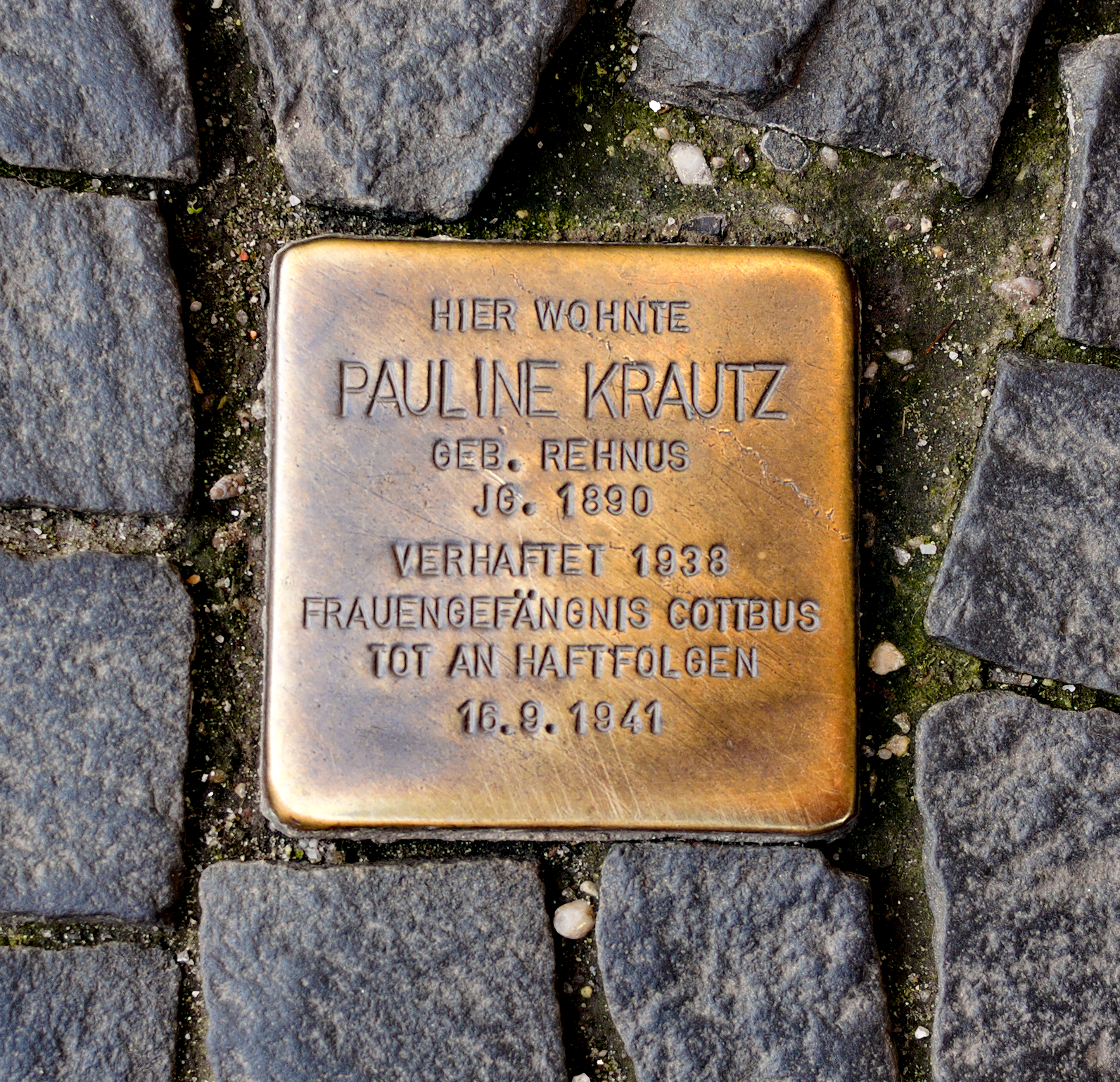
Stolperstein für Pauline Krautz in Cottbus

Vor dem ehemaligen Wohn- und Geschäftshaus von Pauline Krautz in der Sandower Straße in Cottbus erinnert heute ein „Stolperstein“ an sie.